# Méry-la-Bataille
Méry-la-Bataille är en kommun i departementet Oise i regionen Hauts-de-France i norra Frankrike. Kommunen ligger i kantonen Maignelay-Montigny som tillhör arrondissementet Clermont. År 2022 hade Méry-la-Bataille 612 invånare.

## Befolkningsutveckling
Antalet invånare i kommunen Méry-la-Bataille
| Referens: INSEE |